# ريو سو جيونغ
ريو سو جيونغ، المعروفة بإسم سوجيونغ (بالكورية: 류수정)‏ هي مغنية كورية جنوبية، ولدت يوم 19 نوفمبر 1997 في دايجون في كوريا الجنوبية.

## روابط خارجية
- Ryu Su-jeong على موقع ميوزك برينز (الإنجليزية)
- Ryu Su-jeong على موقع ديسكوغز (الإنجليزية)